# Maytenus ekmaniana
Maytenus ekmaniana är en benvedsväxtart som beskrevs av Acev.-rodr. Maytenus ekmaniana ingår i släktet Maytenus och familjen Celastraceae. Inga underarter finns listade.